# Agromyza demeijerei
Agromyza demeijerei este o specie de muște din genul Agromyza, familia Agromyzidae, descrisă de Friedrich Georg Hendel în anul 1920.
Este endemică în Netherlands. Conform Catalogue of Life specia Agromyza demeijerei nu are subspecii cunoscute.